# 원석현
원석현(元石炫, 1969년 7월 16일~)은 대한민국의 방송사 KBS의 아나운서이다.

## 경력
- 1995년 11월: KBS 제22기 공채 아나운서
- KBS 청주방송총국 아나운서부 아나운서(1995~2002, 이후 KBS 본사 근무)
- KBS 아나운서실 아나운서 1부장
- KBS 아나운서실 현업총괄팀 팀장

## 학력
- 평택고등학교(졸업)
- 한국외국어대학교 서양어대학 노어과(학사)

## 현재 출연 프로그램
- KBS 한민족방송 라디오 - 세월따라 노래따라 진행(2019년 7월 1일 ~ 현재)

## 과거 출연 프로그램
- KBS 청주 1TV - KBS 뉴스광장 충북
- KBS 2TV - 여기는 TV 정보센터
- KBS 1TV - NGO 특강
- KBS 1TV - KBS 기상특보
- KBS 1FM - 출발 FM과 함께 (2004년 ~ 2009년, 2017년[1])
- KBS 1TV - 무엇이든 물어보세요
- KBS 1TV - 생방송 사람을 찾습니다(舊, 그 사람이 보고 싶다)
- KBS 1TV - KBS 휴일 낮 12시 뉴스(일요일 낮 12시~12시 10분)
- KBS 2TV - 일요 스포츠 중계석
- KBS 제1라디오 - 원석현의 경제투데이 (2015년 11월 23일 ~ 2018년 5월 25일)
- KBS 제1라디오 - 경제세미나 (2015년 11월 28일 ~ 2018년 5월 26일)
- KBS 2TV - 생방송 세상의 아침
- KBS 2TV - 다큐멘터리 3일 - 164회 세상을 여는 목소리 - KBS 아나운서 3일(출연)
- KBS 1TV - KBS 휴일 6시, 휴일 8시 뉴스(일요일 아침 6시~6시 10분, 아침 8시~8시 10분)
- KBS 1TV - TV비평 시청자데스크(공영방송 총파업으로 인하여 임시진행, 2017년 9월 8일~2018년 1월 19일) (뉴스비평 줌인 임시진행, 2023년 4월 16일)
- KBS 1TV - KBS 930 뉴스(토요일 오전 9시 30분~9시 40분, 2020년 6월 6일 ~ 2024년 5월 18일)
- KBS 1TV - 토요일 아침 KBS 뉴스(토요일 아침 9시 30분~9시 40분, 2024년 5월 25일 ~ 2025년 8월 16일)